# Башло-Наркен, Розлин
Розли́н Нарке́н (фр. Roselyne Narquin), по мужу Башло́ (фр. Bachelot; род. 24 декабря 1946, Невер) — французский политик, министр здравоохранения (2007—2010), министр культуры (2020—2022).

## Биография
Дочь ветерана Сопротивления, депутата-голлиста Жана Наркена и Иветт Ле Дю. Получила докторскую степень по медицине в университете Анже. В 1982 году избрана в генеральный совет департамента Мен и Луара, в 1988 году заняла место своего отца в Национальном собрании Франции, с 1989 по 1991 год была заместителем генерального секретаря Объединения в поддержку республики.
Оставалась депутатом генерального совета до 1988 года, в 1986 году входила в региональный совет Земель Луары. В 2001—2004 годах занимала должность вице-президента регионального совета, до 2007 года оставалась его рядовым депутатом.
В 2002 году стала пресс-секретарём президентской кампании Жака Ширака, а 6 мая этого года получила портфель министра экологии и устойчивого развития в первом правительстве Раффарена. При формировании третьего правительства Раффарена в марте 2004 года вышла из кабинета.
В 2004 году избрана в Европейский парламент.
18 мая 2007 года назначена министром здравоохранения, молодёжи и спорта в первом правительстве Фийона, представляя в нём Союз за народное движение.
В июле 2007 года отказалась от депутатского мандата ввиду назначения в правительство (в мае досрочно сдала мандат евродепутата).
В 2009 году организовала противостояние эпидемии «свиного гриппа» H1N1, применяя меры, воспринятые значительной частью общества как чрезмерные (в частности, вакцинация). Тем не менее, в разгар пандемии COVID-19 весной 2020 года оценка её тогдашних действий изменилась в положительную сторону.
14 ноября 2010 года при формировании третьего правительства Фийона назначена министром солидарности и социальной сплочённости.
После поражения Саркози на президентских выборах 2012 года стала работать на телевизионном канале D8 в политическом ток-шоу Le Grand 8 с ведущим Лорансом Феррари.
6 июля 2020 года получила портфель министра культуры при формировании правительства Кастекса.
20 мая 2022 года было сформировано правительство Элизабет Борн, в котором Башло не получила никакого назначения.

## Семья
Замужем за Жаком Башло, в 1970 году у них родился сын Пьер. Впоследствии он работал парламентским помощником у своей матери, а затем — в Национальном институте профилактики и медицинского образования.